# GRB 970508
GRB 970508 fue un brote de rayos gamma detectado el 8 de mayo de 1997 a las 21:42 UTC. Un brote de rayos gamma (GRB en sus siglas en inglés) es un destello de gran luminosidad, asociado a una explosión en una galaxia lejana, con producción de rayos gamma, la forma más energética de la radiación electromagnética. Frecuentemente son seguidos por una duradera luminiscencia residual de radiación a longitudes de onda mayores (rayos X, radiación ultravioleta, luz visible, radiación infrarroja y radiofrecuencia).
Fue detectado por el monitor de brotes de rayos gamma del satélite de astronomía de rayos X BeppoSAX, fruto de la colaboración entre los Países Bajos e Italia. El astrónomo Mark Metzger determinó que GRB 970508 ocurrió al menos a 6 millardos (mil millones) de años luz de la Tierra, siendo el primer GRB del que se pudo determinar la distancia.
Hasta este brote, los astrónomos no habían llegado a un consenso sobre la distancia respecto a la Tierra a la que ocurren los GRB. Algunos postulaban la idea de que ocurrían dentro de la Vía Láctea, pero no eran observables en el espectro visible por su baja energía. Otros defendían que se producían en otras galaxias, a distancias astronómicas y que eran extremadamente energéticos. Aunque la posibilidad de que existan varios tipos de brotes de rayos gamma no hacía ambas teorías mutuamente excluyentes, la medición de la distancia de GRB 970508 situó inequívocamente la fuente de los GRB fuera de nuestra galaxia, dando por finalizado el debate.
GRB 970508 fue también el primer brote del que se observó emisión posterior de radiofrecuencia. Mediante el análisis de la intensidad fluctuante de las señales del radio, el astrónomo Dale Frail calculó que la fuente de la radiación se había expandido a una velocidad cercana a la de la luz, aportando una prueba concluyente de que los brotes de rayos gamma son explosiones de tipo relativista.

## Descubrimiento

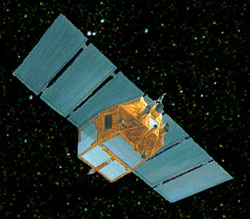
Representación artística del BeppoSAX en órbita.

Los brotes de rayos gamma (GRB), destellos de gran luminosidad con producción de rayos gamma, la forma más energética de la radiación electromagnética, fueron detectados por primera vez en 1967 por los satélites Vela, diseñados para la detección de explosiones nucleares en el espacio. Frecuentemente son seguidos por una luminiscencia de mayor duración de radiación a longitudes de onda mayores y menor energía. La primera vez que se detectó radiación en rayos X procedente de la luminiscencia residual de un GRB, fue gracias al satélite artificial BeppoSAX, de nacionalidad italo-holandesa, dedicado específicamente a la astronomía de rayos X.
El jueves 8 de mayo de 1997, el observatorio de rayos gamma del BeppoSAX registró un brote de rayos gamma que duró aproximadamente 15 segundos. Fue también detectado por la sonda espacial robótica Ulysses, destinada al estudio del Sol, y por el Burst and Transient Source Experiment (BATSE) alojado en el observatorio de rayos gamma Compton. También fue registrado por el campo visual de una de las cámaras de rayos X del BeppoSAX. A las pocas horas, el equipo responsable de BeppoSAX localizó el origen del brote en una pequeña área alrededor de la posición real con un error de medición de aproximadamente 10 minutos de arco, la medición más exacta hasta el momento.

## Observaciones

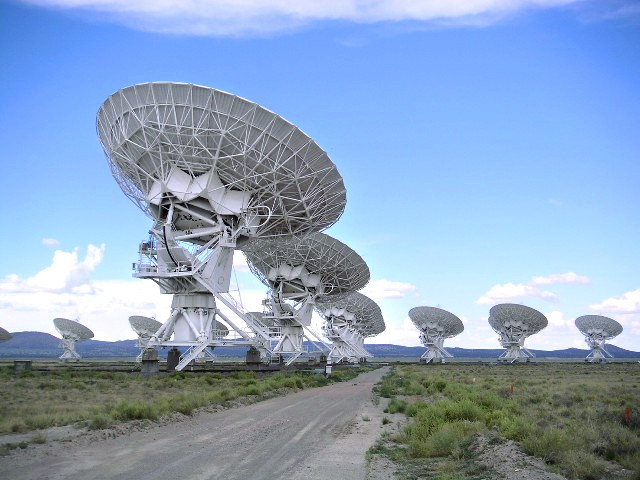
El Very Large Array de Nuevo México.

Una vez determinada aproximadamente la posición del brote de rayos gamma, Enrico Costa, del equipo del BeppoSAX, se puso en contacto con Dale Frail, que entonces trabajaba en el Very Large Array (perteneciente al National Radio Astronomy Observatory) de Nuevo México, Estados Unidos. Frail comenzó a observar el brote a una longitud de onda de 20 centímetros a las 01:30 UTC, menos de cuatro horas después del descubrimiento. Mientras preparaba sus observaciones, Frail se comunicó con Stanislav Djorgovski, que trabajaba en el telescopio Hale. Djorgovski comparó inmediatamente sus imágenes de la región con otras más antiguas procedentes del Digitized Sky Survey, pero no encontró nuevas fuentes de luz en la zona señalada por el equipo italiano. Mark Metzger, colega de Djorgovski en el observatorio de Caltech, llevó a cabo un análisis más exhaustivo de los datos, pero tampoco fue capaz de identificar nuevas fuentes de radiación en el espectro visible.
Djorgovski observó de nuevo la región la tarde siguiente, comparando las imágenes de los días, pero dentro de la zona aproximada indicada por los astrónomos de BeppoSAX no aparecía ningún objeto que hubiera disminuido su luminosidad entre el 8 y el 9 de mayo. Metzger captó un objeto que había aumentado su luminosidad, pero asumió que se trataba de una estrella variable, no de un brote de rayos gamma. Titus Galama y Paul Groot, miembros de un equipo de investigación en Ámsterdam dirigido por Jan van Paradijs, compararon las imágenes tomadas por el observatorio WIYN el 8 de mayo y por el telescopio William Herschel el día 9. Tampoco pudieron encontrar ninguna fuente de luz que hubiera decrecido en esas fechas.
Tras descubrir la luminosidad latente del nuevo brote, el equipo de BeppoSAX siguió trabajando en una mejor localización del origen, hasta el punto que el objeto que Metzger consideró una estrella variable cayó dentro del pequeño intervalo de error propuesto por los descubridores. Por otro lado, mientras tanto el equipo de Caltech como el de Ámsterdam eran reacios a publicar alguna conclusión sobre el hallazgo, el 10 de mayo Howard Bond del Space Telescope Science Institute publicó sus propias observaciones, que después se confirmaron como parte de la luminosidad visible derivada del brote.

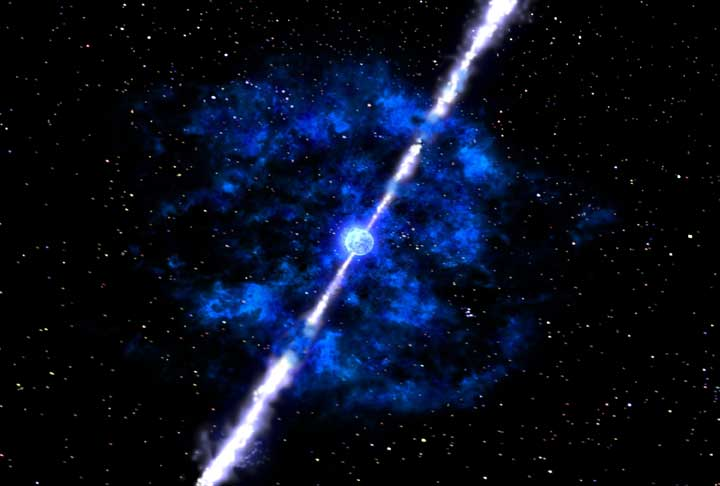
Impresión artística de un brote de rayos gamma.

La noche entre el 10 y el 11 de mayo de 1997 uno de los compañeros de Metzger, Charles Steidel, registró el espectro del objeto variable en el observatorio W. M. Keck. Envió los datos a Metzger que, después de identificar un sistema de líneas de absorción asociadas al magnesio y el hierro, determinó un corrimiento al rojo del objeto de z = 0.8349 ± 0.0002, que indica que la luz del brote fue absorbida parcialmente por materia a aproximadamente 6 millardos de años luz de la Tierra. Aunque en estas medidas no se determina el corrimiento al rojo del propio brote, la materia absorbente debía estar obligatoriamente localizada entre el origen y la Tierra, por lo que el evento se produjo, al menos, a esa distancia.
Debido a la ausencia de bosques Lyman-alfa en el espectro, efecto de la absorción por las nubes de hidrógeno neutro que se encuentran entre nosotros y el objeto, el corrimiento al rojo fue aumentado hasta z = 2.3, mientras que en la ulterior investigación de Daniel E. Reichart, de la Universidad de Chicago, se propuso una z {\displaystyle \approx } 1.09. Esta fue la primera oportunidad en la que los científicos pudieron medir el corrimiento al rojo de un brote de rayos gamma. También se obtuvieron numerosos espectros visibles en el observatorio de Calar Alto, en España, a longitudes de onda de 4300-7100 Å (430-710 nm) y 3500-8000 Å (350-800 nm), pero no se identificaron líneas de emisión.
El 13 de mayo, cinco días después de la primera detección de GRB 970508, Frail volvió a observar la zona de emisión mediante el Very Large Array, a longitudes de onda de 3.5 cm, localizando inmediatamente una fuerte señal espectroscópica. Después de 24 horas, la señal a 3.5 cm se hizo significativamente más fuerte, además de aparecer nuevas señales a 6 y 21 cm de longitud de onda. Se trataba de la primera observación confirmada de emisión de radiofrecuencias por parte de un brote de rayos gamma.
A lo largo del siguiente mes, Frail observó que la emisión de radiofrecuencias fluctuaba cada día, pero crecía su media. Las fluctuaciones no ocurrían simultáneamente en todas las longitudes de onda observadas, hecho explicado por Jeremy Goodman de la Universidad de Princeton como el resultado de la curvatura en las ondas de radio producida por su viaje a través del plasma interestelar de la Vía Láctea. Esos «destellos» de ondas de radio (variaciones rápidas en la luminosidad de un objeto, en este caso en radiofrecuencia) ocurren sólo cuando la fuente tiene un diámetro aparente de menos de 3 microsegundos de arco.

## Características

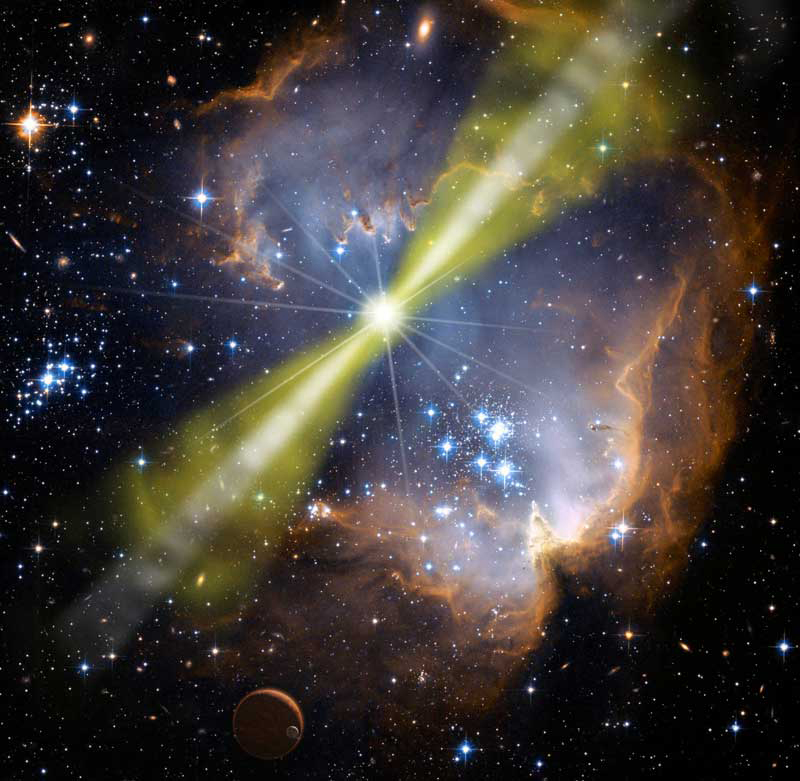
Ilustración artística de un brote de rayos gamma en una zona de formación de estrellas (GRB 080319B). La energía de la explosión se concentra en dos haces estrechos y de sentido opuesto.

El monitor de brotes de rayos gamma de BeppoSAX, operando en un rango de energía de 40-700 keV, registró un flujo luminoso de (1.85 ± 0.3) × 10-6 erg/cm² (1.85 ± 0.3 nJ/m²), mientras que su cámara de campo ancho (2-26 keV) captó un flujo de (0.7 ± 0.1) × 10-6 erg/cm² (0.7 ± 0.1 nJ/m²). Por último, el BATSE (20-1000 keV) registró un flujo de (3.1 ± 0.2) × 10-6 erg/cm² (3.1 ± 0.2 nJ/m²).
Aproximadamente cinco horas después del brote, la magnitud aparente del objeto, una medida logarítmica de su brillo, en la que los valores altos indican opacidad, fue de 20.3 ± 0.3 en la banda U del sistema fotométrico, correspondiente a la región ultravioleta del espectro (365-66 nm). La luminosidad posterior alcanzó su máximo en ambas bandas aproximadamente dos días después de la primera detección del brote: 19.6 ± 0.3 en la banda U a las 02:13 UTC del 11 de mayo, y 19.8 ± 0.2 en la banda R, correspondiente al rojo (658-138 nm), a las 20:55 UTC del día anterior.
James E. Rhoads, astrónomo en el Observatorio Nacional de Kitt Peak, también analizó el brote, llegando a la conclusión de que no estaba fuertemente colimado en forma de haz. Posteriores análisis realizados por Frail y su equipo indicaron que la energía total liberada por el brote había sido de aproximadamente 5 × 1050 erg (5 × 1043 J), siendo la energía correspondiente a rayos gamma, según medidas de Rhoads, de aproximadamente 3 × 1050 erg (3 × 1043 J). Estos cálculos indican que los rayos gamma y la energía cinética emitidos por el brote eran comparables, hecho que parece descartar los modelos de GRB que postulan la relativa ineficiencia en la producción de rayos gamma de estos fenómenos astronómicos.

## Modelo de emisión y escala de distancia
Hasta el descubrimiento de GRB 970508 no se había llegado a un consenso, entre la comunidad astronómica, acerca de la localización del origen y distancia de los brotes de rayos gamma. Si bien la aparente distribución isotrópica de los brotes sugería que no ocurrían dentro de la Vía Láctea, algunos astrónomos postularon la idea de que se daban lugar dentro del halo esferoidal de nuestra galaxia, indicando que los brotes son apenas visibles porque no son altamente energéticos. La otra teoría posible se basa en que los brotes ocurren en otras galaxias, situadas a distancias cosmológicas, y pueden ser detectados por ser extremadamente energéticos.
La medición de la distancia y los cálculos de la energía total de GRB 970508 parecen apoyar inequívocamente esta última teoría, que se vio confirmada con el descubrimiento de la galaxia anfitriona de otro brote similar, GRB 970228. En pocos meses, la controversia acerca de la distancia de los brotes terminó: son eventos extragalácticos originados dentro de galaxias apenas perceptibles situadas a enormes distancias. Un año después, en abril de 1998, el brote GRB 980425 fue seguido por una brillante supernova (SN 1998bw), hecho que indica una clara conexión entre los brotes de rayos gamma y las muertes de estrellas masivas.

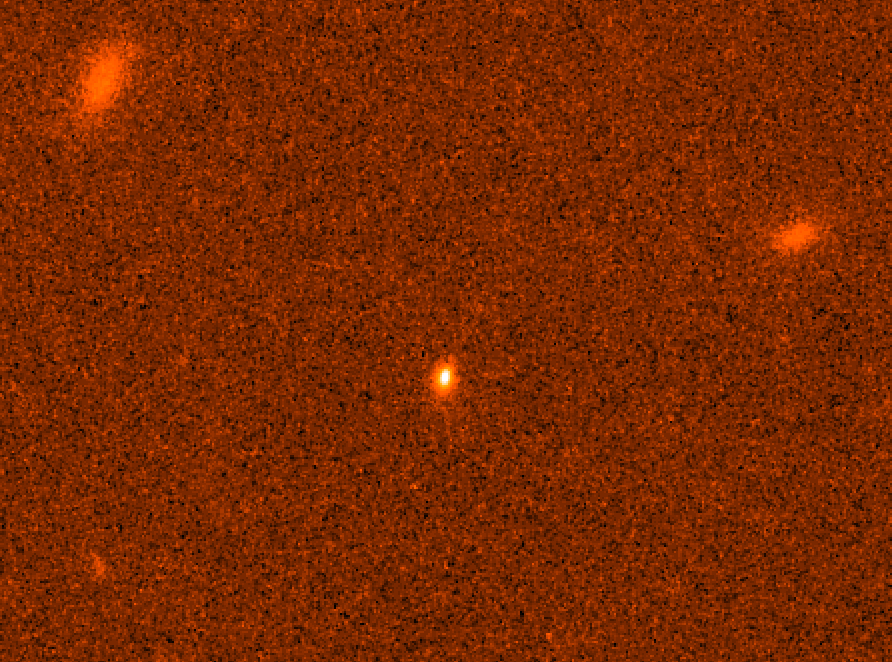
Imagen de la galaxia de origen de GRB 970508 tomada en agosto de 1998.

A lo largo del mes de mayo de 1997 los destellos de radiofrecuencia se fueron haciendo paulatinamente más débiles hasta que cesaron. Este hecho implica que el tamaño de la fuente de emisión se expandió significativamente en el intervalo de tiempo entre la detección y la extinción del brote. Utilizando la distancia conocida al origen del brote y el tiempo transcurrido antes del fin de los destellos, Dale Frail calculó que la fuente se había expandido a una velocidad cercana a la de la luz. Esta fue la primera prueba convincente de la posible existencia de explosiones relativistas.

## Galaxia de origen
La luminosidad residual de GRB 970508 alcanzó su máximo 19.82 días después de la detección del brote. Después fue atenuándose siguiendo una pendiente potencial durante unos 100 días. Después desapareció totalmente la emisión de ondas, revelando el anfitrión del brote, una galaxia enana en un proceso activo de formación de estrellas con una magnitud aparente de V = 25.4 ± 0.15. Para galaxia se utilizó un modelo teórico donde el brillo superficial se reduce de forma exponencial, desde el centro hacia el exterior de ella, en forma de disco exponencial de elipticidad 0.7 ± 0.07. El corrimiento al rojo de la luminosidad latente de GRB 970508 se calculó en z = 0.835, correspondiente a un z de la galaxia anfitriona de 0.83, lo que sugiere que, al contrario que otros brotes observados anteriormente, GRB 970508 pudo haber estado asociado a un núcleo galáctico activo.